# Distrito histórico de MacDougal-Sullivan Gardens
El Distrito histórico de MacDougal-Sullivan Gardens (en inglés: MacDougal-Sullivan Gardens Historic District) es un distrito histórico ubicado en Nueva York, Nueva York. El Distrito histórico de MacDougal-Sullivan Gardens se encuentra inscrito como un Distrito Histórico en el Registro Nacional de Lugares Históricos desde el 30 de junio de 1983.  

## Ubicación
El Distrito histórico de MacDougal-Sullivan Gardens se encuentra dentro del condado de Nueva York en las coordenadas 40°43′42″N 74°00′10″O / 40.728333, -74.002778.